# Konrád Zikmund ze Starhembergu
Konrád Zikmund Antonín hrabě ze Starhembergu (německy Konrad Sigmund Anton Graf von Starhemberg; 5. února 1689 Vídeň – 18. září 1727 Matzen, Dolní Rakousy) byl rakouský šlechtic a diplomat. Od mládí působil ve službách Habsburků a v letech 1722–1726 byl císařským velvyslancem ve Velké Británii. Jeho syn Jiří Adam (1724–1807) byl též diplomatem a v roce 1765 získal pro rodinu knížecí titul.

## Životopis

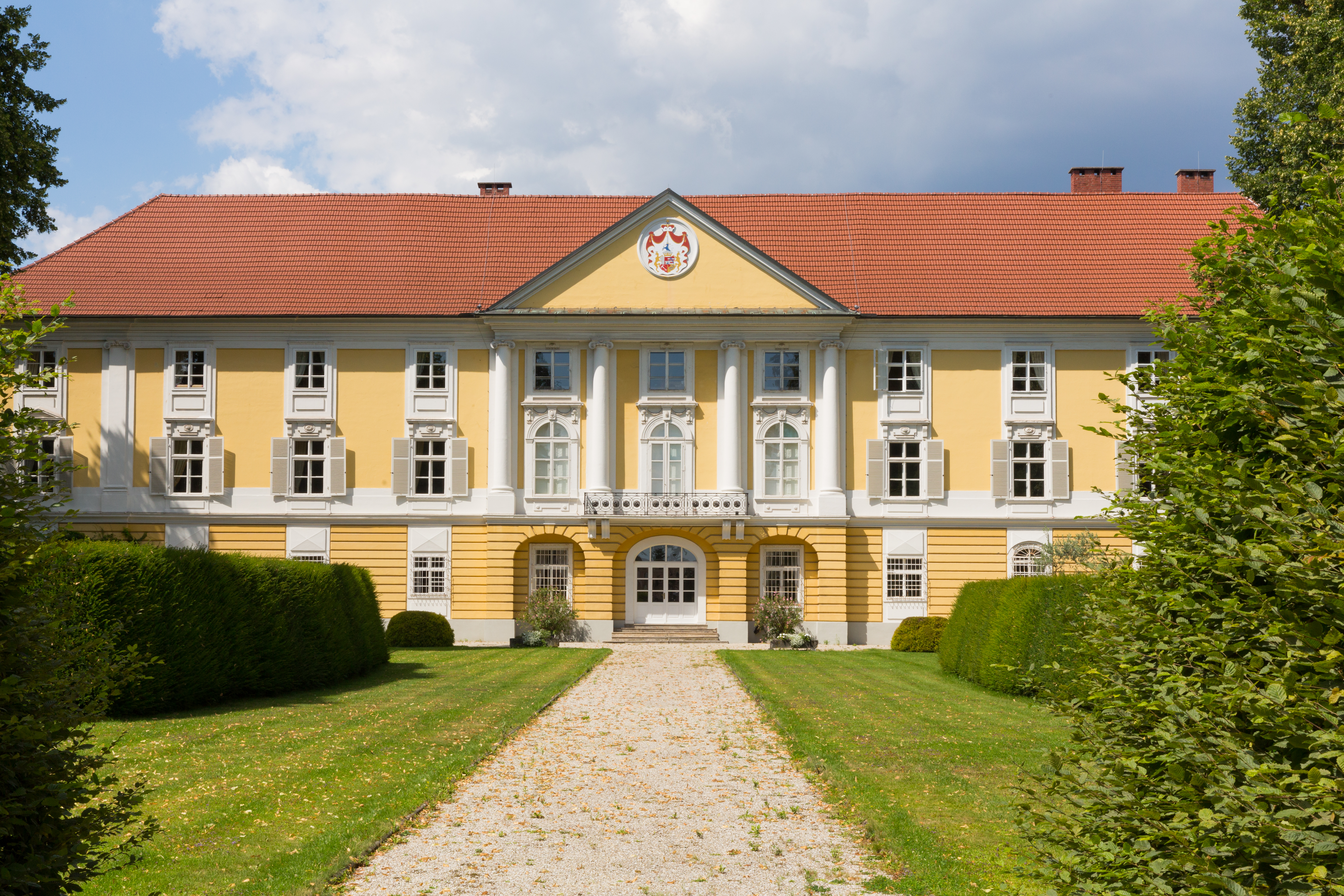
Zámek Starhemberg, Eferding, Horní Rakousy

Pocházel z rakouského šlechtického rodu Starhembergů, narodil se jako nejstarší syn diplomata Františka Otakara ze Starhembergu (1662–1699). Dětství strávil ve Švédsku, kde byl jeho otec vyslancem. Po otcově předčasné smrti převzal Konrádovu výchovu strýc, prezident dvorské komory Gundakar Tomáš ze Starhembergu. Po nabytí pečlivého vzdělání absolvoval čtyřletou kavalírskou cestu po Evropě, po návratu převzal rozsáhlé rodové statky v Horních Rakousích a zároveň vstoupil do císařských služeb. Byl jmenován císařským komorníkem a v roce 1715 se stal říšským dvorním radou. V letech 1717–1720 byl císařským vyslancem u říšského sněmu v Řezně. V roce 1720 pobýval několik měsíců jako vyslanec v Londýně, kde se dostal do sporu s jinými diplomaty ohledně otázky přednosti u dvora (především se jednalo o konflikt s francouzským velvyslancem markýzem de Senneterre). V roce 1722 odjel do Anglie znovu, tentokrát již s titulem velvyslance, zároveň byl jmenován tajným radou. V Londýně strávil čtyři roky a jako diplomat se osvědčil, takže s ním bylo počítáno pro funkci místokrále v Neapoli. Zemřel však náhle krátce po návratu z Anglie. I když jako diplomat pobíral plat od dvorské komory, z vlastních zdrojů za reprezentaci v zahraničí utratil 200 000 zlatých.

## Rodina
V roce 1710 se v bavorském poutním místě Altötting oženil s princeznou Marií Leopoldinou z Löwenstein-Wertheimu (1689–1763), díky níž získal příbuzenské vazby na říšské německé rody. Z jejich manželství pocházelo čtrnáct dětí, z nichž devět zemřelo v dětství. Dospělosti se dožili následující pokračovatelé rodu:
- Marie Leopoldina (26. 8. 1712 Vídeň – 22. 3. 1800 tamtéž), manž. 1731 hrabě František Filip ze Šternberka (21. 8. 1708 Praha – 9. 1. 1786 Vídeň), vyslanec Českého království u říšského sněmu v Řezně 1745–1748, rakouský velvyslanec v Polsku a Sasku 1749–1763, nejvyšší hofmistr císařovny Marie Terezie 1765–1780
- Jan Arnošt (17. 9. 1716 Řezno – 14. 12. 1786 Vídeň), manž. 1743 Marie Isabela Ungnadová z Weissenwolffu (17. 11. 1721 – 29. 4. 1780)
- Marie Žofie (28. 10. 1722 Londýn – 12. 12. 1773 Štrasburk), I. manž. 1740 kníže Vilém Hyacint Nasavsko-Siegenský (1666–1743), II. manž. 1745 lankrabě Konstantin Hesensko-Rotenburský (24. 5. 1716 Rotenburg – 30. 12. 1778 Wildeck, Hesensko)
- Jiří Adam (10. 8. 1724 Londýn – 19. 4. 1807 Vídeň), rakouský vyslanec v Portugalsku 1750–1751, Španělsku 1751–1752, Francii 1753–1765, nejvyšší hofmistr císařského dvora 1783–1807, roku 1765 získal knížecí titul, I. manž. 1747 Marie Terezie ze Starhembergu (2. 2. 1727 – 12. 10. 1749), II. manž. 1761 Marie Františka Salm-Salm (28. 10. 1731 – 5. 9. 1806, Vídeň)
- Alžběta Josefa (12. 10. 1725 – 27. 6. 1778), manž. 1749 hrabě Karel Pálffy z Erdödu (28. 10. 1697 – 14. 9. 1774 Prešpurk), polní maršál